# Бейлі Медісон
Бейлі Медісон (англ. Bailee Madison; нар. 15 жовтня 1999 (25 років), Форт-Лодердейл, Флорида) — американська актриса. Найбільш відома у ролі Мей-Белль Ааронс у фільмі «Міст у Терабітію», а також у ролі Саллі в фільмі жахів «Не бійся темряви». З'явилася у фільмі Адама Сендлера «Дружина напрокат» в ролі Меггі.
У 2013 році вона отримала одну з основних ролей в ситкомі «Третя дружина» з Малін Акерман.

## Біографія
Її мати — Патрісія Вільямс Райлі. У Бейлі є дві сестри (одна з яких актриса Кейтлін Райлі) і чотири брати, (двоє з яких Шон Медісон Райлі і Конор Медісон Райлі). У неї є племінниця Райлі Грейс Віласусо — дочка Кейтлін Райлі та Джорді Віласусо, і племінник Ліам Патрік Райлі, син Шона Медісона Райлі і Саманти Лінн Райлі. У Бейлі є собака Медді.
Ім'я «Bailee Madison» зареєстровано як бренд компанії «Bailee Madison Productions» у Флориді та Каліфорнії.
Мама Патриція Райлі є президентом компанії. Раніше в компанію входив також брат Шон Бейлі (був виконуючим обов'язки президента). Її дебют у фільмі «Самотні серця» справив фурор, там вона грала Рейнілл, дівчинку, покинуту в центрі злочинного світу. Дівчина також грає одну з головних ролей у фільмі «Міст в Терабітію». Вона грає Мей Белль Ааронс, молодшу сестру головного героя, якого зіграв Джошуа Гатчерсон.

## Вибрана фільмографія

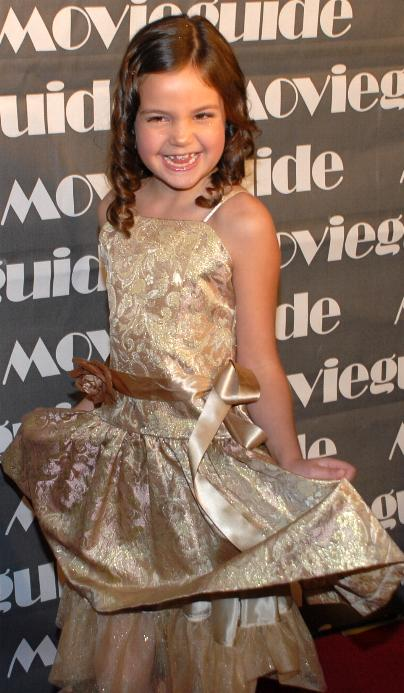
Бейлі Медісон в лютому 2008 року

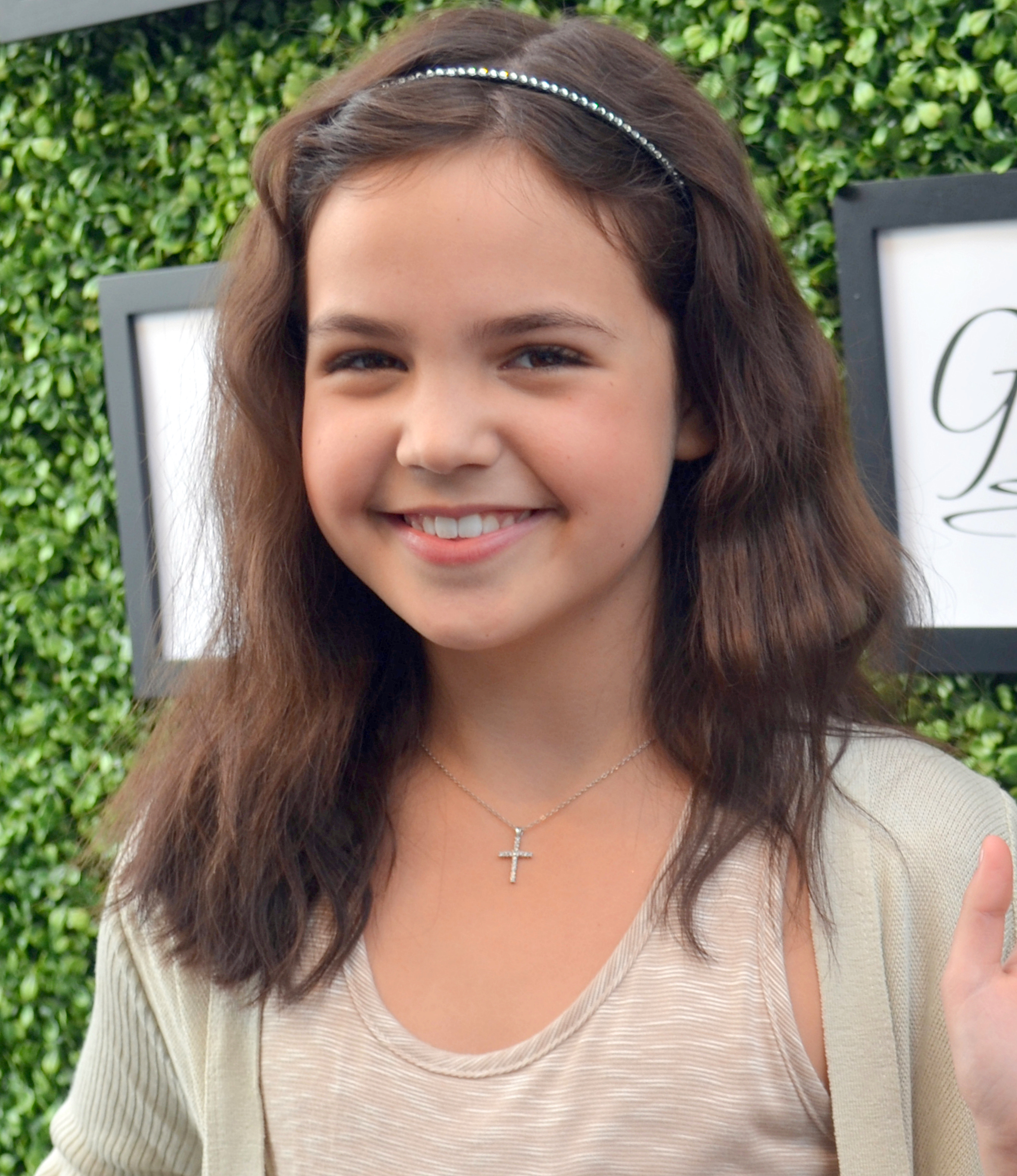
Бейлі Медісон у січні 2012 року

| Рік       |    | Українська назва                    | Оригінальна назва                       | Роль                         |
| --------- | -- | ----------------------------------- | --------------------------------------- | ---------------------------- |
| 2006      | ф  | Самотні серця                       | Lonely Hearts                           | Рейніл                       |
| 2007      | с  | Доктор Гаус                         | House, M.D                              | Люсі                         |
| 2007      | ф  | Міст в Терабітію (фільм)            | Bridge to Terabithia                    | Мей Бель Ааронс              |
| 2007      | с  | C.S.I.: Місце злочину Нью-Йорк      | CSI: NY                                 | Роуз Дункан Шаблон:УтСеріалі |
| 2007      | тф | Останній день літа                  | The Last Day of Summer                  | Максін                       |
| 2007      | тф | Рятуючи Сару Кейн                   | Saving Sarah Cain                       | Ханна                        |
| 2007      | ф  | Спостереження                       | Look                                    | Меган                        |
| 2008      | ф  | Фібі в Країні чудес                 | Phoebe in Wonderland                    | Олівія Ліхштейн              |
| 2008      | тф | Щасливого Різдва, Дрейк і Джош      | Merry Christmas, Drake & Josh           | Мері Еліс                    |
| 2008      | с  | Термінатор: Хроніки Сари Коннор     | Terminator: The Sarah Connor Chronicles | маленька дівчинка            |
| 2009      | ф  | Брати                               | Brothers                                | Ізабелла Кегілл              |
| 2010      | ф  | Листи Богу                          | Letters to God                          | Саманта Перріфілд            |
| 2010      | ф  | Не бійся темряви                    | Don't Be Afraid of the Dark             | Саллі                        |
| 2010      | ф  | Вирок                               | Conviction                              | Бетті Енн Вотерс в дитинстві |
| 2010      | ф  | Таємний знак                        | An Invisible Sign                       | молода Мона                  |
| 2010      | с  | Закон і порядок. Спеціальний корпус | Law & Order: Special Victims Unit       | Маккензі Бертон              |
| 2010      | с  | Р.Л.Стайн: Час привидів             | R.L. Stine's The Haunting Hour          | Лілі Карбо/Дженні/Беккі      |
| 2011      | с  | Переслідування                      | Chase                                   | Зої Шаблон:УтСеріалі         |
| 2011      | ф  | Дружина напрокат                    | Just Go with It                         | Кікі Ді                      |
| 2011      | ф  | Серце героя                         | 25 Hill                                 | Кейт Слетер                  |
| 2011      | с  | Чарівники з Вейверлі Плейс          | Wizards of Waverly Place                | Максін Руссо                 |
| 2012—2013 | с  | Якось у казці                       | Once upon a time                        | Молода Білосніжка            |
| 2012      | тф | Смак романтики                      | A Taste of Romance                      | Ганна                        |
| 2012      | ф  | Ковбойші і ангели                   | Cowgirls n' Angels                      | Іда                          |
| 2012      | ф  | Обережно! Предки в хаті             | Parental Guidance                       | Гарпер Декер Сімонс          |
| 2013—2014 | с  | Третя дружина                       | Trophy Wife                             | Гілларі Гаррісон             |
| 2013      | с  | Холлістон                           | Holliston                               | Бейлі                        |
| 2013      | тф | Різдво Піта                         | Pete's Christmas                        | Кейті                        |
| 2013      | кф |                                     | The Magic Bracelet                      | Ешлі                         |
| 2013      | с  | Фостери                             | The Fosters                             | Софія Квінн                  |
| 2014      | тф |                                     | Northpole                               | Клементина                   |
| 2015—2016 | с  | Добра відьма                        | Good Witch                              | Грейс Нетінгейл              |
| 2015      | с  | Малені                              | Mulaney                                 | Рубі                         |
| 2018      | ф  | Незнайомці: Жорстокі ігри           | The Strangers: Prey at Night            | Кінсі                        |